# Liste de personnalités liées à Sèvres
Cet article liste les personnalités liées à Sèvres, commune des Hauts-de-Seine.

## Naissance à Sèvres

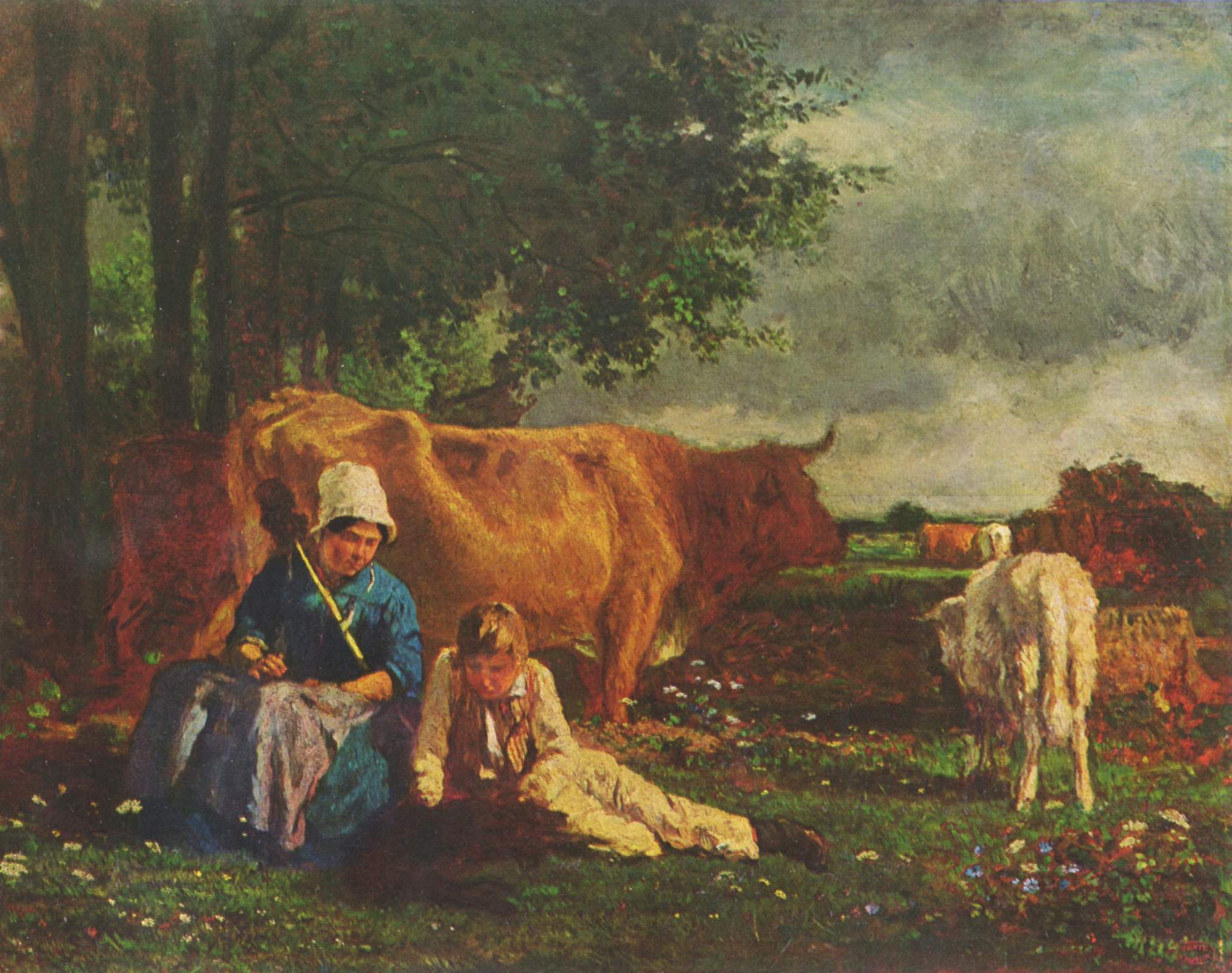
Constant Troyon, Scène pastorale (vers 1860), musée des beaux-arts de Budapest.

- Charles Julien Brianchon, mathématicien et artilleur, né le 19 décembre 1783, mort à Versailles le 29 avril 1864.
- Constant Troyon, peintre, né en 1810, mort à Paris en 1865. Une rue de Sèvres porte non nom.
- Henri-Jean Lefortier, peintre, né le 2 octobre 1819 à Sèvres, mort à Paris le 16 janvier 1886.
- Suzanne Estelle Apoil (1825-1902), artiste peintre et décoratrice, née et morte à Sèvres.
- Emile van Marcke, peintre, né en 1827.
- Philippe Berthelot, politicien, né le 9 octobre 1866, mort à Paris le 22 novembre 1934.
- Almaric Walter, verrier principalement connu pour ses pâtes de verre, né en 1870, mort à Lury-sur-Arnon en 1959.
- Léon Brillouin, physicien, né en 1889.
- Claire Bertrand, artiste peintre, née en 1890.
- Pierre Sergent (1926-1992), officier et homme politique.
- François Porteu de La Morandière, homme politique, né le 20 mai 1928.
- Lucien Fleury, peintre, né le 26 mai 1928, mort le 23 janvier 2004.
- François Richard, écrivain, né le 2 mai 1939.
- Zoxea, nom de scène de Jean-Jacques Kodjo, rappeur, né le 11 novembre 1974.
- Booba, Nom de scène d'Élie Yaffa, né le 9 décembre 1976.
- Hapsatou Sy, chroniqueuse de télévision, née le 10 avril 1981.
- Karim Ziani, footballeur, né le 17 août 1982.
- Lolita Pille, écrivain, née le 27 août 1982.
- David Bellion, footballeur né le 27 décembre 1982.
- Demba Ba, footballeur, né le 25 mai 1985.
- Issiar Dia, footballeur, né le 8 juin 1987.
- Arthur Mensch, ingénieur et entrepreneur, né le 17 juillet 1992.
- Joan-Benjamin Gaba, judoka français, né le 7 janvier 2001.

## Décès à Sèvres

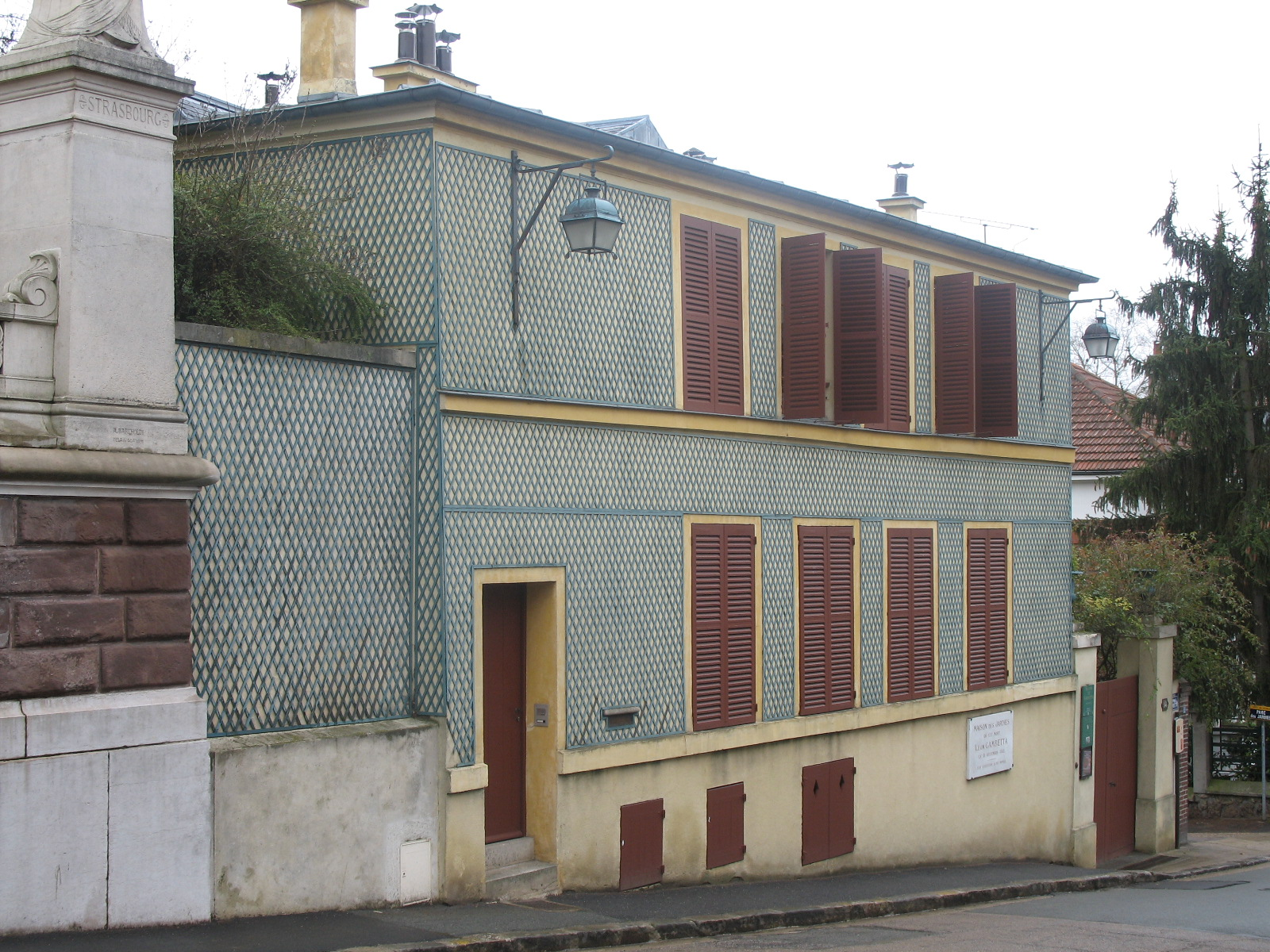
La Maison des Jardies, où est mort Léon Gambetta à Sèvres.

- Vincent Taillandier (1736-1790), peintre sur porcelaine à la Manufacture de Vincennes puis à la Manufacture nationale de Sèvres.
- Louis Albert Guislain Bacler d'Albe, né le 21 octobre 1761 à Saint-Pol-sur-Ternoise, mort le 12 septembre 1824, général des armées de la République et de l'Empire, fit partie de l'état-major restreint de l'empereur Napoléon 1er de 1799 à 1815.
- Eugène d'Hautefeuille, général d'Empire, né le 15 juin 1779 à Caen, mort en 1846.
- Espérance Langlois, artiste peintre et graveuse, née le 19 octobre 1805 à Pont-de-l'Arche, morte le 4 décembre 1864.
- Joseph-Auguste Charlot, compositeur et chef de chant, premier grand prix de Rome de composition musicale en 1850, né le 21 janvier 1827 à Nancy, mort le 29 juillet 1871. Il habitait au no 43 de la rue des Grès[1].
- Albert Glatigny, poète né à Lillebonne le 21 mai 1839, mort le 16 avril 1873.
- Léon Gambetta, homme politique, mort le 31 décembre 1882 dans la maison des Jardies.
- Rodolphe Bresdin, dessinateur et graveur, mort le 11 janvier 1885.
- Albert-Ernest Carrier-Belleuse, peintre et sculpteur, né à Anizy-le-Château le 12 juin 1824, mort le 4 juin 1887.
- Henri Duveyrier, voyageur et géographe. Membre de la Société de Géographie et auteur des Touregs du Nord. Il a reçu le père Charles de Foucauld en février 1888 pour une repas d'adieu en compagnie de Charles Maunoir, avant l'entrée du père de Foucauld à l'abbaye Notre-Dame des Neiges. Il habitait rue des Grès, actuellement rue Ernest-Renan. Il s'est donné la mort le 25 avril 1892.
- Léon Cladel, romancier et nouvelliste, mort le 21 juillet 1892.
- Ernest Fournier de Flaix, économiste et journaliste, né le 13 novembre 1824 à Bordeaux, mort le 13 avril 1904.
- Auguste Himly, historien et géographe, né à Strasbourg le 28 mars 1823, mort le 6 octobre 1906.
- Marie Bracquemond (1841-1916) et Félix Bracquemond (1833-1914), peintres, ont habité la villa Brancas[2] à Sèvres et sont morts dans cette ville.
- Félix Bertaux, mort en 1948.
- Aimé Cotton, physicien, né à Bourg-en-Bresse en 1869, mort en 1951.
- Henri-Pierre Roché, écrivain, né à Paris le 28 mai 1879, mort le 9 avril 1959.
- Jean Comandon, médecin, né en 1877 à Jarnac, mort en 1970.
- Jacques Lecompte-Boinet, Compagnon de la Libération, habitait la ville pendant l'Occupation, mort en 1974.
- Jean Durtal (1905-1999), poétesse, romancière, journaliste.
- Béla Vörös, sculpteur hongrois, mort en 1983.
- Jean Carmet, comédien, né le 25 juillet 1920 à Bourgueil, mort le 20 avril 1994.
- Raymond Triboulet, politicien, né à Paris le 3 octobre 1906, mort le 26 mai 2006.
- Jean-Pierre Vernant, philosophe et historien, mort le 9 janvier 2007.
- Paula Delsol, réalisatrice et écrivaine française, née le 6 octobre 1923 à Montagnac (Hérault), morte le 12 juin 2015.

## Autres Sévriens
- Achiam, sculpteur, a vécu à Sèvres de 1980 à 2005.
- Jean d'Arcet, chimiste, directeur de la Manufacture nationale de Sèvres.
- Honoré de Balzac, écrivain et Sévrien de 1838 à 1840, il vécut dans la maison des Jardies.
- Maitena Biraben, journaliste, présentatrice de La Matinale de Canal+ de 2008 à 2012.
- Maurice Buffet, peintre.
- Manu Chao, musicien.
- Bernard Conte, peintre.
- Marcel Derny, sculpteur animalier (chevalier des arts et lettres), il travailla à la Manufacture nationale de Sèvres de 1933 à 1976.
- Stéphane Guillon, humoriste.
- Yvonne Hagnauer née Even (1898-1985) surnommée Goéland, pédagogue innovatrice, Juste des Nations en 1974. Institutrice, militante pacifiste, syndicaliste, héroïne du film 'Pingouin et Goéland' de 2021, Yvonne Hagnauer née Even a dirigé avec son époux Roger Hagnauer, la maison d'enfants de Sèvres située dans un ancien couvent d'oblats rue Croix-Bosset, actuel lieu de l'école Croix-Bosset, puis à partir de 1950 au château de Bussière 17 avenue Eiffel à Meudon Bellevue.Elle a hébergé, sauvé et éduqué des centaines d'enfants juifs et orphelins de guerre ainsi que les enseignants juifs travaillant à la maison de Sèvres durant la deuxième guerre mondiale. Une fresque comportant son portrait figure sur la façade du lycée pilote international de Sèvres, sur le côté droit, sur fond de déclaration des droits de l'homme.
- Jules Hetzel, homme de lettres, éditeur de Jules Verne et écrivain pour la jeunesse sous le nom de plume de Jean-Pierre Stahl, habitait rue des Binelles[3].
- Georges Hilbert, sculpteur animalier (Académicien des beaux-arts), il vécut de nombreuses années à Sèvres au 30, rue Georges-Bonnefous où il avait sa maison et son atelier.
- Paul Huet peintre romantique de paysage s'installe à Sèvres avec sa femme en 1861.
- Vassily Kandinsky, y vécut un an entre 1906 et 1907.
- Olivier Martinez, acteur.
- Thomas Moore, poète irlandais, Sévrien de 1820 à 1822.
- Jacques von Polier, designer français basé en Russie, il dirige l'Usine de montres de Petrodvorets (Raketa), a vécu à Sèvres de 1985 à 1994.
- Ludivine Sagnier, actrice.
- José Luis Sanchez Besa (1879-1955), aviateur chilien, installé en 1912 au 2, avenue de Bellevue[4], aujourd'hui l'avenue de la Division-Leclerc.
- Armand Seguin (1767-1835), chimiste, implante en 1794 sur l'île de Sèvres, renommée île Seguin par la suite, une tannerie de peaux qui prospère en confectionnant les cuirs des armées de la nouvelle République.
- Michel Sementzeff, peintre.
- Alfred Sisley, s'installe à Sèvres en 1877 et y vit jusqu'en 1880.
- Hugo Travers (1997-), vidéaste et journaliste, y a grandi et fait sa scolarité.
- Jacques Weber, acteur.

## Sont enterrés à Sèvres
De nombreuses personnalités sont enterrées au cimetière de Sèvres, notamment :
- Fernand Bonnier de La Chapelle (1922-1942) ;
- Félix Bracquemond (1833-1914) ;
- Jules Champfleury, dit Champfleury (1821-1889) ;
- Eugénie Cotton (1881-1967) ;
- Aimé Cotton (1869-1951) ;
- Albert Dammouse (1848-1926) ;
- Marcel Derny (1914-2003).
- Jules-Henri Desfourneaux (1877-1951) ;
- Maurice Limat (1914-2002) ;
- Prosper Montagné (1865-1948) ;
- Fernand Pelloutier (1867-1901) ;
- Denis Désiré Riocreux (1791-1872) ;
- Marcel Rouff (1877-1936) ;
- Émile Taufflieb (1857-1938) ;
- Jean-Pierre Vernant (1914-2007) ;